# Claire Lehmann
Claire Lehmann (18 juli 1985) is een Australische columniste, en oprichtster en hoofdredactrice van het webzine Quillette.

## Persoonlijk leven
Lehmann werd in 1985 in Australië geboren. Ze behaalde in 2010 een bachelor in psychologie aan de Universiteit van Adelaide. Ze is getrouwd en heeft twee kinderen.

## Carrière
Lehman werkte een jaar voor het departement gezondheid in de Australische hoofdstad Canberra. Vervolgens ging ze forensische psychologie studeren. Toen ze zwanger werd stopte ze haar studies.
Nadat hij haar op Twitter had ontdekt, werd Lehman door de conservatieve columnist Paul Sheehan van The Sydney Morning Herald gevraagd om columns voor de krant te schrijven. Haar eerste column in die krant verscheen in 2013.
Lehman schreef ook columns voor The Guardian, Harvard's Kennedy School Review, Tercera Cultura, Scientific American, Rebel Australia, Tablet en ABC News. In 2015 begon ze het webzine Quillette. Volgens Politico krijgt de website twee miljoen bezoekers per maand.